# انعدام الأمن
الأمن العاطفي (بالإنكليزية: Emotional security) هو مقياس لمدى استقرار الحالة العاطفية للشخص. انعدام الأمن العاطفي (Emotional insecurity)، أو انعدام الأمن (insecurity) فقط، هو شعور عام بالقلق أو الاضطراب قد يحصل نتيجة إدراك الشخص لنفسه على أنه ضعيف أو أدنى من غيره بطريقة ما، أو إحساس بالضعف أو عدم الاستقرار يهدد صورة الذات أو الأنا.
يرتبط هذا المفهوم مع مفهوم المرونة النفسية في كون كليهما يتعلقان بتأثير النكسات والمواقف الصعبة على الشخص. وبينما يهتم مصطلح المرونة بالتكيف العام مع المواقف الصعبة بالإشارة إلى المستوى الاقتصادي والاجتماعي، يصف مصطلح الأمن العاطفي الوقع العاطفي لهذه المواقف. من هذا الجانب، نستطيع أن نرى الأمن العاطفي كجزء من المرونة النفسية.
ولكن يجب التمييز بين فكرة الأمن العاطفي لشخص ما والسلامة العاطفية والتي تعني البيئة الداعمة غير المهددة.
نقول عن الشخص المعرض لنوبات الاكتئاب بسبب نكسات بسيطة أنه أقل أمانًا عاطفيًا. فيما نقول عن الشخص الذي لا تهتز سعادته العامة كثيرًا جراء الاضطرابات الكبيرة في نمط ونوعية حياته أنه يتمتع بأمان عاطفي كبير.

## مشاعر انعدام الأمن وأنواعه
الشعور بانعدام الأمن يمكن أن يكون فرديا أو جماعيا. فهو يجمع بين شدة حقيقية أو التهديد يتصور وينظر (التسامح أو النفور من المخاطرة، ومقاومة للتغيير، والاغتراب...). عناصر ينظر مجتمعة مؤلمة قد تختلف من بلد إلى آخر، من فترة إلى أخرى، من مجموعة سكانية إلى أخرى.
بعض السياسيين وبعض المنظمات الطائفية لا تتردد في اللعب على المخاوف الجماعية، أو حتى رفع لهم في سياق ضمان السلطة على المجموعات السكانية الحساسة لهذا الخطاب.
ومن بين العناصر ينظر إليها على أنها قضية انعدام الأمن، وجعل النقاش المتكررة في قضايا العمل والمعاشات والإسكان، والجريمة، وعدم الاستقرار، أو الصحة، خصوصية، إجراءات قانونية التعسفي إرهابي أو محارب الخ
الكتاب مثل فريدريك FAPPANI تظهر مفهوم انعدام الأمن بين عامي 1970 و 1980:
واضاف «من سنوات 1970 - 1980، واستخدام مصطلح» جعلت الشعور بانعدام الأمن «مظهره. هذه هي تقارير بيرفيت لعام 1977 و 1982 Bonnemaison الذين يكرسون. ومع ذلك، هناك طريقة لتناول مسألة زيادة الجريمة في الأحياء دون الحاجة للبت في الأسباب. انها ملتزمة الوقت نقاش حول واقع انعدام الأمن في الضواحي، ولكن أيضا في مدننا. لذلك يبدو أن العديد من الكتب حول هذا الموضوع. في عمله المؤرخ جان كلود شيسنيه (1) تنص على أن المرء لا يستطيع تجاهل مشاعر انعدام الأمن لتوجيه السياسة الجنائية. لأنه في نفس الطريق، ونحن نأخذ في الاعتبار تصور حساسة التضخم للسياسة الاقتصادية؟ يتساءل البعض عن انعدام الأمن من شأنه - لا تلاعب الدولة حسب المؤلف يدافع بوي ترونج L. (2) أو عندما يكون هناك شيء غير واقعي على النحو الذي اقترحه عمل (W.Ackerman ، R.Dulong وSPK Jeudy، 3) الأسئلة المطالبة واقع انعدام الأمن الوحيد.»